# Abfallintensität
Die Abfallintensität bezeichnet als volkswirtschaftliche Kennzahl das Verhältnis von Gesamtabfallaufkommen zu Bruttoinlandsprodukt und wird als Indikator einer nachhaltigen Abfallwirtschaft herangezogen.

## Verwendung als umweltökonomische Kennzahl
In § 6 Abs. 1 KrWG  regelt der Gesetzgeber die Abfallhierarchie, bei der an erster Stelle die Vermeidung von Abfällen gesetzt wurde. Um die Nachhaltigkeit der Abfallvermeidungsmaßnahmen über den Zeitverlauf nachvollziehen zu können, wird die Abfallintensität als umweltökonomische Kennzahl herangezogen:
{\displaystyle {\text{Abfallintensität}}\,\,{\text{über einen Zeitraum}}\,\,\ ={\frac {\text{Gesamtabfallaufkommen}}{\text{Bruttoinlandsprodukt}}}}
Um die Inflationsschwankungen unberücksichtigt zu lassen, wird zur Berechnung der Abfallintensität das preisbereinigte Bruttoinlandsprodukt als Grundlage verwendet. Verläuft die Abfallintensität im gegenläufigen Verhältnis zu der Wirtschaftsleistung, so wird von einer nachhaltigen Abfallwirtschaft gesprochen.

## Entwicklung der Abfallintensität in Deutschland
Das Statistische Bundesamt berechnet drei verschiedene Abfallintensitäten, jeweils in Abhängigkeit vom preisbereinigten Bruttoinlandsprodukt:
- Das Bruttoabfallaufkommen: Die Gesamtmenge allen erfassten Abfalls in Deutschland.

{\displaystyle {\mathcal {I}}_{{\text{Abfall}}_{\text{brutto}}}\,\,{\text{über ein Jahr}}\,\,\ ={\frac {\text{Bruttoabfallaufkommen}}{\text{Preisbereinigtes BIP}}}}
- Das Nettoabfallaufkommen: Die Gesamtmenge allen erfassten Abfalls in Deutschland reduziert um den Output der Abfallverwertungs- und Abfallbeseitigungsanlagen im Inland.[5]

{\displaystyle {\mathcal {I}}_{{\text{Abfall}}_{\text{netto}}}\,\,{\text{über ein Jahr}}\,\,\ ={\frac {\text{Nettoabfallaufkommen}}{\text{Preisbereinigtes BIP}}}}
- Bau- und Abbruchabfälle: Diese stellen mit knapp 56 % des Gesamtabfallaufkommens die größte Abfallfraktion in Deutschland dar und werden daher zusätzlich gesondert erfasst.[6]

{\displaystyle {\mathcal {I}}_{{\text{Abfall}}_{\text{BAA}}}\,\,{\text{über ein Jahr}}\,\,\ ={\frac {\text{Bau- und Abbruchabfallaufkommen}}{\text{Preisbereinigtes BIP}}}}
Seit dem Jahr 1996 sank die Abfallintensität in Deutschland von 194 kg/1000 € auf 141 kg/1000 € im Jahr 2011, was einem Rückgang von zirka 38,5 Prozent entspricht. Der starke Rückgang wird jedoch vor allem der seit 2005 stark nachlassenden Bautätigkeit zugeschrieben.